# Krister Kristensson
Carl Krister Kristensson, född 25 juli 1942 i Malmö, död 28 januari 2023, var en svensk fotbollsspelare som är Malmö FF:s meste A-lagsspelare med 626 matcher för klubben under 1960- och 1970-talen. 

## Biografi
Kristensson växte upp på Fredsgatan i Malmö, och upp i tonåren tränade han framgångsrikt brottning i klubben IK Sparta. Hans läromästare var OS-guldmedaljören Gustaf Freij. Fotboll spelade han inte organiserat förrän han som 16-åring kom till BK Kick. En övergång till IFK Malmö var nära men han värvades slutligen av Malmö FF för spel i klubbens B-lag. Han avancerade till A-laget och debuterade i Allsvenskan 26 maj 1963 mot Örebro. 
Kristensson spelade 348 matcher i Allsvenskan 1963–1978. Han blev känd för sitt hårda spel och sin enorma vinnarskalle. Kristensson var en av dem som symboliserade Malmö FF:s storlag under 1960- och 1970-talen. Kristensson var med under storhetstiderna under tränarna Antonio Duran och senare Bob Houghton. 
Kristensson spelade 38 A-landskamper 1967–1972 och var med i VM-truppen 1970. Hans landslagskarriär ska delvis ha spolierats av hans ovilja att agera reserv under VM i Mexiko. Han ställdes över i den inledande matchen och uttalade sig negativt i pressen. Han bänkades därefter av förbundskaptenen Orvar Bergmark. Kristensson spelade hälften av sina landskamper efter VM 1970, och sista landskampen blev mot Norge på Ullevål 17 september 1972. En annan bidragande faktor var att Malmö bytte spelsystem. Kristensson funderade på att avsluta sin karriär 1973, men fick sedan en nytändning under nya tränaren Houghton.
Den 29 oktober 1978 spelade Kristensson sin sista match i Allsvenskan mot IFK Norrköping, och valde att varva ner och bli spelande tränare i Trelleborgs FF, som då spelade i Division 3.  
Men den 11 april 1979 skulle Malmö FF spela semifinal mot Austria Wien i Europacupen. Malmö FF hade problem med skador på viktiga spelare som Bosse Larsson och Roy Andersson. Houghton erbjöd Kristensson att göra comeback i startelvan, och Kristensson hjäpte laget och spelade den första semifinalen som slutade 0-0 i Wien på Ernst-Happel-stadion. Malmö FF tog sig till final, men då var Kristensson tillbaka i Trelleborg. 
Efter den aktiva karriären verkade han som tränare i Trelleborgs FF 1979–1986, i Lunds BK 1987–1988 och i Höllvikens GIF 1989–1993. 
Civilt arbetade han från 16 års ålder hela yrkeslivet på Sydsvenskan. Han gick i pension 2004. Kristensson var även styrelseledamot i Malmö FF, från att han valdes in 1995 fram tills att han avböjde omval år 2010.

## Meriter
- Svensk mästare 1965, 1967, 1970, 1971, 1974, 1975, 1977
- Svensk cupmästare 1967, 1973, 1974, 1975, 1978
- Svenska Dagbladets guldmedalj (med Malmö FF) 1979